# أنطونيو سانشيز (ملاكم)
أنطونيو سانشيز (بالإسبانية: Antoni Sánchez Dietz)‏ (11 يونيو 1905 - ) هو ملاكم إسباني، صنّف ضمن فئة وزن البانتام ‏. شارك في الألعاب الأولمبية الصيفية 1924.

## وصلات خارجية
- أنطونيو سانشيز على موقع أوليمبيديا (الإنجليزية)